# Marathon van Antwerpen 2014
De marathon van Antwerpen 2014 (ook wel DVV Antwerp Marathon) werd gelopen op zondag 27 april 2014. Het was de 26e editie van dit evenement.
De afstand over 42,195 km werd bij de mannen gewonnen door de Keniaan Moses Mwarur. Hij maakte het verschil 3 km voor de finish. Zijn finishtijd van 2:15.10 was tevens een verbetering van zijn persoonlijke record. Hij bleef hiermee zijn landgenoot James Emuria zestien seconden voor. Bij de vrouwen was de 39-jarige West-Vlaamse Trui Depondt het sterkste en finishte als enige onder de drie uur.
De marathon was een onderdeel van de Antwerp 10 Miles. In totaal namen ruim 2200 hardlopers deel aan deze loop.

## Uitslagen

### Mannen
| rang   | naam             | land | tijd    |
| ------ | ---------------- | ---- | ------- |
| Goud   | Moses Mwarur     | KEN  | 2:15.10 |
| Zilver | James Emuria     | KEN  | 2:15.26 |
| Brons  | Jesse Stroobants | BEL  | 2:18.40 |
| 4      | Gino Van Geyte   | BEL  | 2:23.49 |
| 5      | Jelle Bertels    | BEL  | 2:27.56 |

### Vrouwen
| rang   | naam               | land | tijd    |
| ------ | ------------------ | ---- | ------- |
| Goud   | Trui Depondt       | BEL  | 2:54.37 |
| Zilver | Kathleen Steenhaut | BEL  | 3:00.22 |
| Brons  | Veronique Coene    | BEL  | 3:01.49 |
| 4      | Ange Dammen        | BEL  | 3:07.33 |
| 5      | Sofie Claus        | BEL  | 3:08.01 |

1980 ·
1981 ·
1982 ·
1983 ·
1984 ·
1985 ·
1986 ·
1987 ·
1988 ·
1989 ·
1990 ·
1991 ·
1992 ·
1993 ·
1994 ·
1995 ·
1996 ·
1997 ·
1998 ·
1999 ·
2000 ·
2001 ·
2002 ·
2003 ·
2004 ·
2005 ·
2006 ·
2007 ·
2008 ·
2009 ·
2010 ·
2011 · 
2012 ·
2013 ·
2014 ·
2015 ·
2016 ·
2017 ·
2018 ·
2019 ·
2020 ·
2021 ·
2022 ·
2023